# De Tube (Eindhoven)
De Tube is de naam van een tweetal tunnels in het centrum van Eindhoven die de ingang vormen van de Fietsenstalling 18 Septemberplein. De Tube is ontworpen door Massimiliano Fuksas en werd geopend in 2009.

## Ondergrondse fietsenstalling
De gratis en bewaakte fietsenkelder is toegankelijk met loopbanden. Er is plek voor 1.350 fietsen. Brom- en snorfietsen mogen er echter niet geplaatst worden. De fietsenstalling is van maandag tot zaterdag geopend tussen 7.00 en 23.30 uur. Alleen op zondag opent het om 11 uur. Fietsen die langer dan 28 dagen in de fietsenstalling staan, worden door de gemeente verwijderd.
Sinds 1 juni 2012 kunnen gebruikers van de fietsenstalling beschikken over gratis bagagekluisjes.

## Woenselse Poort
In de middeleeuwen bevond zich op het huidige 18 Septemberplein een stadspoort, de Woenselse Poort. Deze had twee grote ronde torens van baksteen met daartussen de eigenlijke toegangspoort.
In 2007 kreeg de Woenselse Poort een centrale plek in de ondergrondse fietsenstalling. De stadspoort werd niet op de oorspronkelijke plaats onder het 18 Septemberplein teruggebouwd, maar op zo'n vijftien meter afstand van de vindplaats. De opgegraven fundamenten van de stadspoort zijn zichtbaar gemaakt met in de vloer de plaatsen van de brugpijlers.
Daarbij zijn informatiepanelen geplaatst over de geschiedenis van Eindhoven en het 18 Septemberplein.